# قومية قطلونية
تعتبر الكتالانية تيارا فكريا سياسيا وثقافي يهدف إلى الحفاظ على هوية وقيم كاتالونيا وتعزيز تقاليدها وثقافتها ولغتها وحقوقها التاريخية. والتي ظهرت خلال القرن التاسع عشر، مصاحبة للحركة الثقافية
رومانسية إبان النهضة الكتالونية والتي أدت في البداية إلى مفهوم سياسي إقليمي.
تطور التيار في وقت لاحق من قبل بعض التيارات السياسية الكتالونية نحو فلسفة أيديولوجية سميت بالقومية الكتالونية، والتي تعتبر حركة سياسية تشكلت في بداية القرن العشرين، تدعي القومية لجميع المناطق الناطقة باللغة الكتالونية والاعتراف بها من حيث السياسة.
يقام العيد الوطني الكتالوني (Diada) في 11 سبتمبر. وهو احتفال بهزيمة برشلونة في عام 1714 ضد جيوش قشتالة وفرنسا المشتركة خلال حرب الخلافة الإسبانية.

## القومية الكتالونية المعاصرة
يستعرض التيار التوجه الفلسفي الذي يجمع بين الأحزاب السياسية اليسارية واليمينية والوسطية. باعتبارها حركة واسعة، يمكن إيجادها في العديد من المظاهرات السياسية الحالية لمعظم الأحزاب السياسية الكاتالونية الرئيسية بدرجات متفاوتة مثل الحزب الديمقراطي الأوروبي الكتالوني، اليسار الجمهوري الكتالوني، حزب كتالونيا الاشتراكي، تحالف En Comú Podem وحزب الوحدة الشعبية.
يختلف نطاق أهدافها الوطنية بين تيارين. تيار يتقصر القومية الكتالونية على كاتالونيا لوحدها، وتيار يسعى مريدوه إلى الاعتراف بالشخصية السياسية لما يسمى بالبلاد الكاتالونية، وهي المناطق الناطقة باللغة الكاتالانية ككل. مثل هذه الادعاءات، التي يمكن اعتبارها شكلاً من أشكال القومية العامة، يمكن قراءتها في الوثائق الرسمية. إلى جانب كاتالونيا، تضم المناطق الرئيسية الناطقة باللغة الكاتالونية أحزابها الوطنية وائتلافاتها التي تدعم بدرجات متفاوتة مطالب تأسيس هوية وطنية للبلدان الكاتالونية مثل : كتلة بلنسية القومية في منطقة بلنسية، كتلة ناسيونال إي ديسكويرس، PSM واتحاد ماجوركان (UM) في جزر البليار. توجد أحزاب قومية أخرى مع انتماءات إضافية مثل حزب PSC - Reagrupament الذي توفي زعيمه جوزيب بالاش أنا كارولا في عام 1977.